# Joachim von der Goltz
Joachim Freiherr von der Goltz (* 19. März 1892 in Westerburg/Westerwald; † 1. April 1972 in Hochfelden, Gemeinde Obersasbach bei Achern) war ein deutscher Jurist, Landwirt und Schriftsteller.

## Leben
Joachim Freiherr von der Goltz wurde am 19. März 1892 als Sohn eines preußischen Landrats geboren und wuchs im Hause seines Stiefvaters, des Arztes Georg Groddeck, in Baden-Baden auf. Goltz studierte im In- und Ausland Rechtswissenschaften, Nationalökonomie, Philosophie und Geschichte. 1914 promovierte er zum Dr. jur. Am Ersten Weltkrieg nahm er als Offizier und Kriegsberichterstatter teil. Eine langjährige Krankheit veranlasste ihn, sich im badischen Schwarzwald sesshaft zu machen. Am Stadttheater Baden-Baden war Goltz als Dramaturg angestellt. Das Ergebnis seiner schriftstellerischen Tätigkeit sind neben literarischen und geschichtsphilosophischen Studien, Romane und Dramen, die den Menschen meist in einer ethischen Bewährungsprobe schildern.
In erster Ehe war er zwischen 1918 und 1921 mit Gertrud Schuster-Woldan (1892–1983) verheiratet. Mit seiner zweiten Gattin Friederike geb. Freiin Roeder von Diersburg (1898–1972), die er 1926 ehelichte, hatte er die drei Kinder Uta (1926–2003), Georg (1928–1990) und Christoph Ernst (1935–2014).
Die 1916 entstandene Kriegslyrik „Deutsche Sonette“ machte Goltz erstmals bekannt. Goltz schrieb jedoch auch Kinderbücher und trat als Übersetzer von Stendhal hervor. Als 1921 der Kleist-Preis an Paul Gurk vergeben wurde, erhielt er eine ehrenvolle Erwähnung, zusammen mit Inge Westpfahl und Leo Weismantel.   1940 erhielt er den Literaturpreis der Reichshauptstadt Berlin.

## Werke
- Deutsche Sonette. Gedichte, 1916
- Vater und Sohn. Drama, 1921
- Der Rattenfänger von Hameln. Drama, 1932
- Der Stein im Schwarzwald. Festspiel, 1933
- Der Baum von Cléry. Roman, 1934
- Von mancherlei Hölle und Seligkeit. Erzählung, 1936
- Einst auf der Lorettohöhe. Novelle, 1937
- Der Steinbruch. Roman, 1938
- Die Marcellusflut. Erzählung, 1939
- Klein Stöffel und die vier Soldatenpferde (mit Bildern von Friederike von der Goltz). Kinderbuch, 1941
- Die Ergriffenen. Erzählungen, 1948 (enthält: Lisa Wilms, Das Abenteuer mit der Schnee-Eule, Die Ottelene, Eine Silberhochzeit, Das Vermächtnis des Malers Felix)